# Spinhuis (Amsterdam)

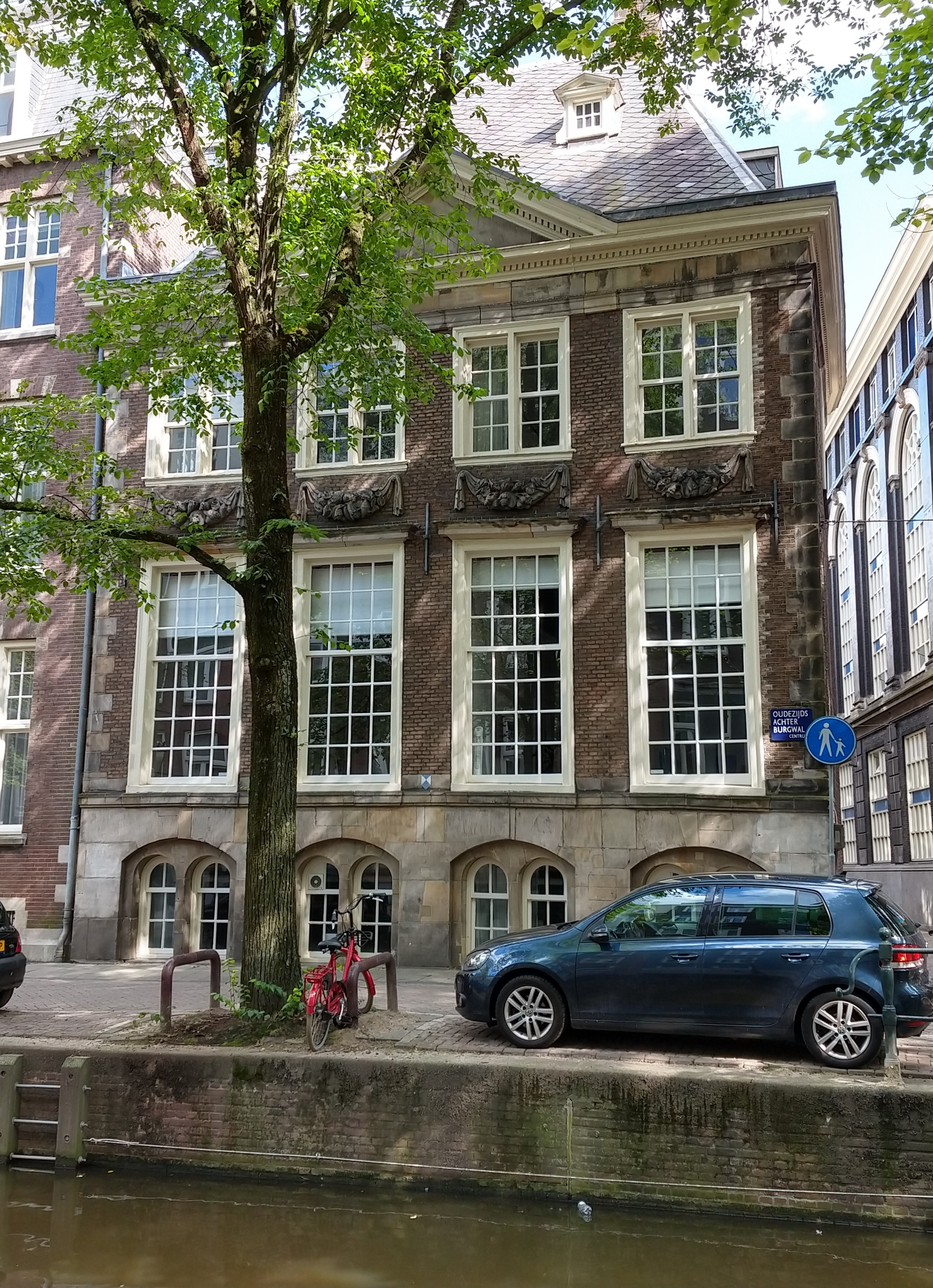
Het Spinhuis aan de Oudezijds Achterburgwal (foto 2021)

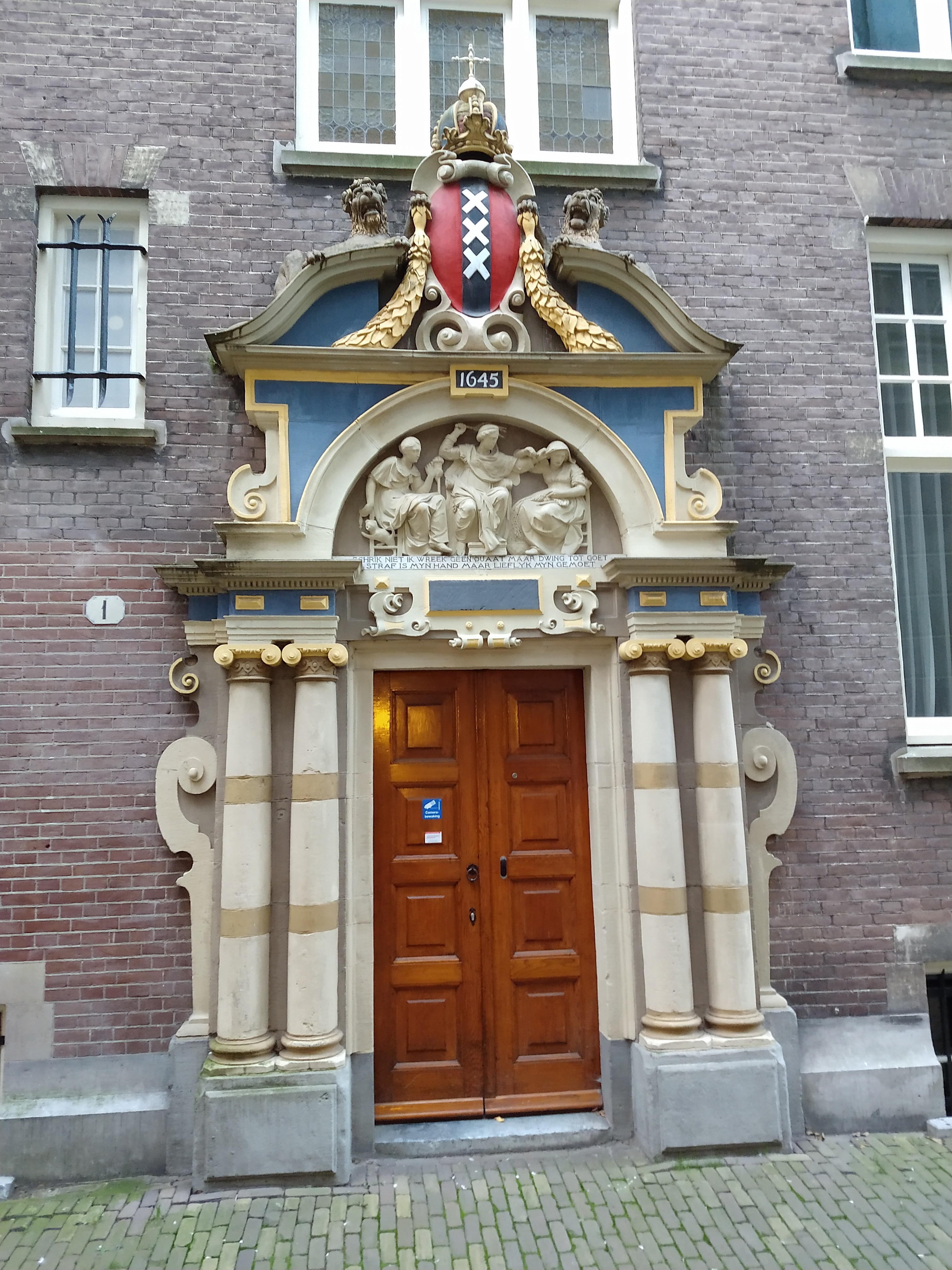
Spinhuispoort (foto 2020)

Het Spinhuis in Amsterdam was een tuchthuis voor vrouwen, aan de Oudezijds Achterburgwal. Het werd opgericht in 1597 in een deel van het voormalige Sint-Ursulaklooster. Er bestonden ook spinhuizen in andere steden.

## Functie en geschiedenis
Het gebouw diende als een Huis van Bewaring met als nevendoel de bestraften weer op het goede pad te brengen. De veroordeelde vrouwen zaten in een grote zaal en moesten spinnen en naaien. Boven de toegangspoort stond de tekst "Om schamele meyskens, maegden en vrouwen t bedelen, leechgaen en doolwech te schuwen, is dit spinhuis hier gesticht". Dat het gebouw in een nood voorzag was wel duidelijk, aangezien direct na opening "een groot getal van meisjes wiert ingebraght, die langs der straten ledigh liepen en bedelden. Deze wierden terstont gezet aen vlas en wol te spinnen, netten te braien en ander slag van wollewerk te doen". Ook jongedames die zich aan hoererij in bordelen en herbergen schuldig maakten, wegens dronkenschap waren opgepakt of overspel hadden gepleegd, werden hier aan het werk gezet, "tot groote onkosten der stad, om getucht en gebetert te worden". Vrouwen die waren veroordeeld voor diefstal of grotere vergrijpen, werden apart gehouden van de anderen, en werden verplicht om te lezen en voor te lezen uit de Bijbel.
Om het Spinhuis van de nodige inkomsten te voorzien, moest iedereen in de stad die alcohol wilde schenken of verkopen in een openbare gelegenheid, een (tap)vergunning vragen en elke drie maanden "admissiekosten" betalen aan het Spinhuis. Dat gold ook voor tabaksverkopers. Bij niet naleven van deze regels werden forse boetes uitgedeeld (10 gulden), waarvan een derde ten goede kwam aan het Spinhuis.
In 1643 brandde het gebouw af door onachtzaamheid van tuchtelingen. In 1645 werd op dezelfde plaats een nieuw Spinhuis gebouwd, fraaier door meer architectonische versieringen. De voorgevel ervan is nog steeds intact. In de Spinhuissteeg kwam een poortje met een aan Hendrick de Keyser toegeschreven reliëf dat de geseling van twee vrouwen voorstelt. Eronder staan twee regels van Pieter Corneliszoon Hooft:
Schrik niet ik wreek geen quaat maar dwing tot goet
Straf is myn hant maar lieflyk myn gemoet
De regenten van het Spinhuis werden in 1669 geschilderd door Karel Dujardin. Het tuchthuis verhuisde in 1782 naar het Nieuwe Werkhuis in de Roetersstraat waar het reliëf weer werd aangebracht. Een jaar later (1783) werd het interieur van het Nieuwe Werkhuis getekend door H.P. Schouten.
In 1805 werd Maria Aletta Hulshoff wegens een politiek delict in het spinhuis opgesloten. De doopsgezinde activiste had zich tegen de komst van Lodewijk Napoleon verzet en moest gedurende twee jaar haar eigen onderhoud betalen.
In 1911 keerde het beeldreliëf terug boven de poort van het oude Spinhuis. Het gebouw deed onder meer dienst als hoofdbureau van politie alvorens het onderdeel werd van de Universiteit van Amsterdam (UvA). In 1990 werd onder de naam Het Spinhuis een uitgeverij opgericht, gelieerd aan de UvA.
Het Spinhuis is sinds 1970 een rijksmonument, nr. 59 (gevel) en nr. 5543 (toegangspoort in de steeg).
In 2010 werd de poort gerestaureerd, waarbij de leeuwen en het schild werden vervangen door kopieën en een reconstructie van de kroon werd toegevoegd. Na de verhuizing van de faculteit Sociologie en Culturele Antropologie naar het Roeterseiland werd er voor gepleit in het gebouw een autonoom studentencentrum te openen. Een deel van het Spinhuis is in 2014 gekraakt om dat streven kracht bij te zetten. Sinds oktober 2016 zijn de KNAW-instituten het Meertens Instituut en het Huygens Instituut voor Nederlandse Geschiedenis en Cultuur gevestigd in het Spinhuis. In 2018 vestigde ook KNAW Humanities Cluster zich in het gebouw.